# Ditte Jaspers
Ditte Jaspers (1991) is een Vlaamse actrice. Van maart 2016 tot november 2017 speelde ze de rol van Jessica Engels in Thuis.

## Biografie
Jaspers behaalde in 2013 haar Professionele Bachelor Musical aan het Koninklijk Conservatorium Brussel.
Voor het grote publiek werd Jaspers bekend door haar rol als Jessica Engels in Thuis waar ze in 2016 haar intrede maakte.
Sinds 2017 geeft ze musicallessen aan jongeren bij de Speling te Antwerpen. Zelf speelt en regisseert ze ook voorstellingen bij de Speling.

## Filmografie

### Televisie
| Jaar      | Serie | Rol            |
| --------- | ----- | -------------- |
| 2016-2017 | Thuis | Jessica Engels |

### Nasynchronisatie

#### Series
| Jaar | Serie     | Rol   |
| ---- | --------- | ----- |
| 2017 | The Lodge | Skye  |
| 2023 | Kiff      | Helen |

#### Films
| Jaar | Film                      | Rol                  |
| ---- | ------------------------- | -------------------- |
| 2018 | Ralph Breaks the Internet | Doornroosje / Aurora |
| 2021 | Ron's Gone Wrong          | Bree                 |

## Theater
In 2016 speelde Ditte Jaspers de rol van Maxene Andrews in Sisters of Swing, een musical over het leven van de Andrews Sisters.